# Брейкстеп
Брейксте́п (англ. breakstep) — музичний жанр, різновид геріджа з сильно вираженим впливом брейкбіту. Раніше використовувався термін брейкбіт-герідж (англ. breakbeat garage), але сьогодні стиль найбільш відомий саме як брейкстеп.
Брейкстеп еволюціював з тустеп-геріджа, поступово віддаляючись від його мелодійних і вокальних елементів в бік «похмурих» драм-н-бейсових бас-ліній, і від розріджених бітів до більш експресивного та насиченого брейкбіта.